# Graduation (repère)
Pour les articles homonymes, voir Graduation.
 (août 2017).
Une graduation est un repère sur un instrument de mesure.

## Exemples
Les graduations sont visibles sur :
- un thermomètre ;
- une règle graduée ;
- une éprouvette graduée ;
- la rose des vents ;

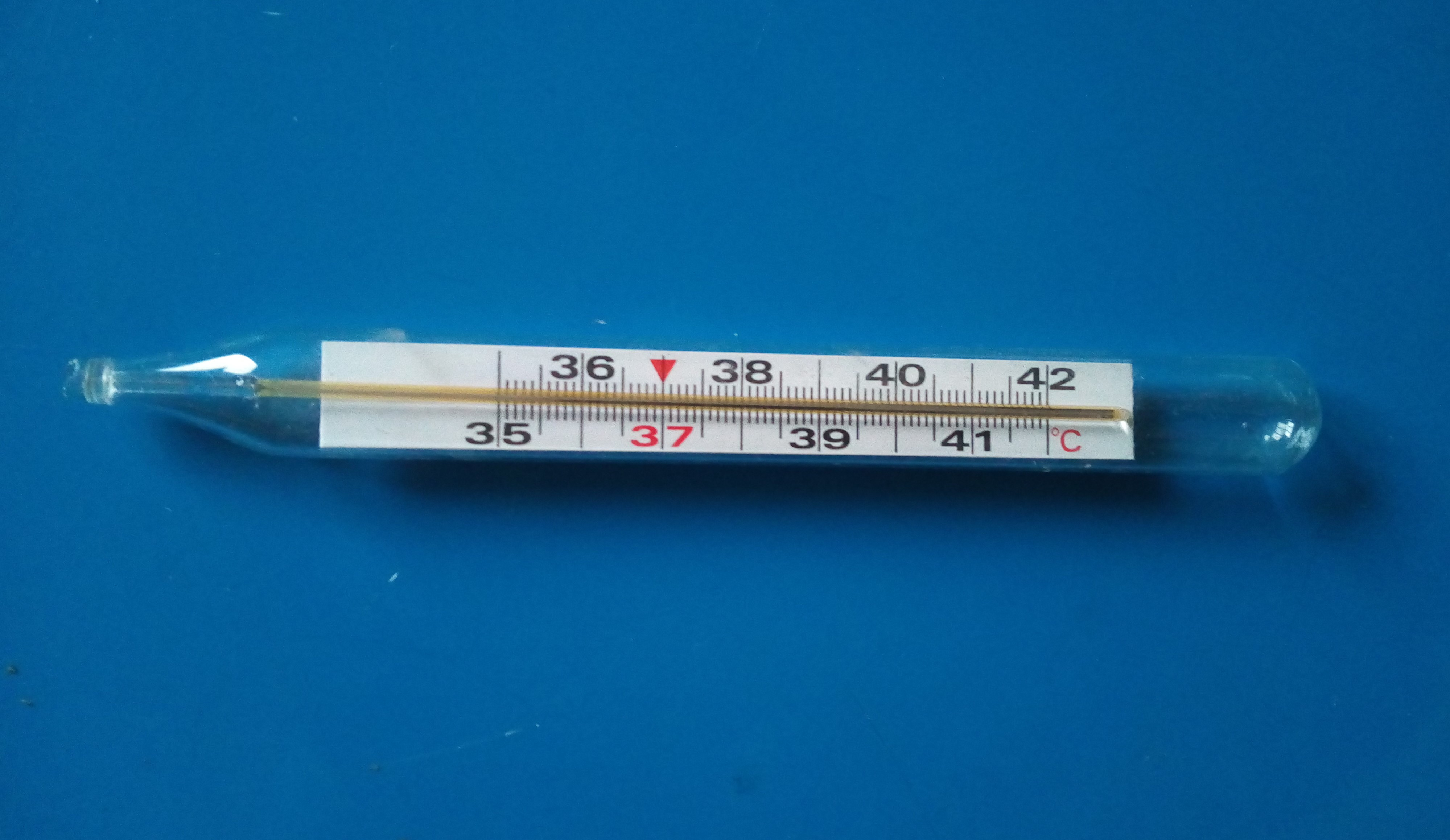
Graduations sur un thermomètre.

Graduations sur un pied a coulisse.

- les indicateurs de vitesse dits analogiques ;
- un pied a coulisse, etc.

## Choix des valeurs graduées
Dans les pays utilisant le système métrique, la distance entre deux graduations successives représente, le plus souvent, un diviseur de 10 multiplié par une puissance de 10 soit {\displaystyle 1\times 10^{n},2\times 10^{n},\dots ,5\times 10^{n}}, etc.

## Infographie
En infographie, une méthode pour graduer un segment avec des valeurs comprises dans l'intervalle {\displaystyle \left]x_{\mathrm {m} in},x_{\mathrm {m} ax}\right[} consiste à évaluer le nombre {\displaystyle n} correspondant à la puissance de 10 dans laquelle on se situe.
On a alors {\displaystyle n=\log _{10}(x_{max}-x_{min})}.
Ensuite on dessine les graduations en commençant par celle ayant l'écart le plus important possible.
- Pour {\displaystyle n} fixé on dessine les graduations {\displaystyle 1\times 10^{n}}.
- Puis on essaye de dessiner les graduations {\displaystyle 2\times 10^{n-1}}.
  - Si le dessin est impossible (superposition), on essayera les graduations {\displaystyle 5\times 10^{n-1}} et l'on arrêtera le dessin.
  - Si le dessin est possible, on décrémentera {\displaystyle n} et l'on recommencera du début.

Pour ne pas surcharger l'affichage, on peut choisir par avance le nombre maximal de graduations et arrêter l'algorithme à l'étape qui précède cette limite.